# Waffenfachkunde
Waffenfachkunde wird der vorbereitende Lehrgang genannt, welcher im Regelfall vor der Teilnahme an der IHK-Prüfung zum Erwerb der Waffenhandelslizenz besucht wird. In Deutschland gibt es einige Schulen, die auf diese Prüfung vorbereiten. Beispielsweise gibt es in Erfurt die Mitteldeutsche Waffenschule, in Berlin die Waffenschule Berlin und das Deutsche Sachkunde Zentrum, das diesen Lehrgang in Fulda und Bad Nauheim anbietet.
Inhalte dieser Lehrgänge sind größtenteils Waffenrecht, Waffensachkunde und Waffentechnik.